# 분비

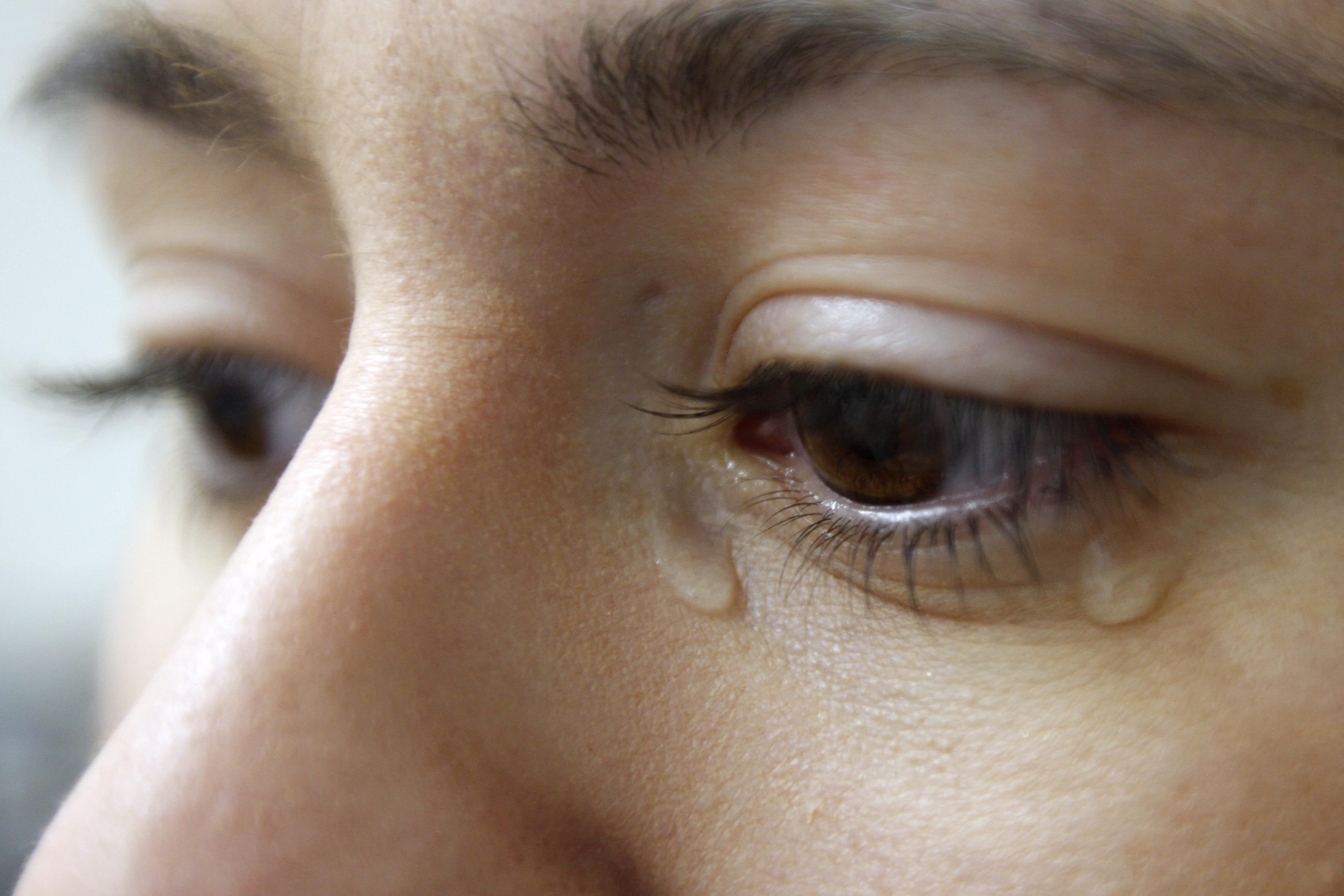

분비(分泌, 영어: secretion)는 예를 들어 세포나 샘으로부터 분비된 화학 물질과 같이, 한 지점에서 다른 지점으로 물질을 이동시키는 일이다. 이와 대조적으로 배설은 세포나 생물로부터 특정한 물질이나 배설물을 제거하는 일이다. 세포 분비의 전통적 구조는 세포미세공(porosome)으로 불리는 세포 원형질막의 분비관(secretory portal)을 경유한다. 세포미세공은 세포 원형질막에 위치한 컵 모양의 영속적인 지질단백질이며 여기서 분비소포들이 일시적으로 소포융합(fuse)과 소포도킹(dock)을 함으로써 세포로부터 소포 내 내용물을 방출한다.

## 같이 보기
- 분비 단백질

## 참고 자료
- Alberts B, Johnson A, Lewis J, Raff M, Roberts K, Walter P, 편집. (2002). 〈Search: Secretion〉. 《Molecular Biology of the Cell》 4판. New York: Garland Science. ISBN 978-0-8153-3218-3.
- White D (2000). 《The Physiology and Biochemistry of Prokaryotes》 2판. Oxford University Press. ISBN 978-0-19-512579-5.
- Avon D. “Home page”. 《Cells alive!》.